# 두웨성
'두웨성'(두월생, 중국어: 杜月笙, 병음: Dù Yuèshēng)은 중국 상하이의 범죄 조직인 청방의 우두머리이다. 그는 1920년대 공산당과 맞서던 장제스와 국민당의 주요 후원자였으며, 중일 전쟁 당시 중국에서 활동했던 주요 인물이기도 하다. 국공내전이 발발하고 1949년 국민당이 타이완으로 후퇴하자, 두웨성은 홍콩으로 망명하여 1951년 죽을 때까지 그곳에서 살았다.

## 생애

### 어린 시절
두웨성은 청나라 말기로 광서제가 재위하던 시기인 1888년 8월 22일, 상하이현 동쪽의 작은 마을이던 가오차오에서 태어났다. 그의 가족은 그가 태어나고 1년 뒤인 1889년 상하이로 이사했다. 그는 9살이 되었을 때 가까운 가족을 모두 잃었다. 그의 어머니는 그가 어릴 때 이미 죽었고, 여동생은 돈을 받고 팔려나갔으며, 아버지도 죽었고, 마지막으로 계모도 그를 버렸다. 그래서 그는 그가 태어난 가오차오로 돌아가서 그의 할머니와 같이 살았다. 그는 1902년 상하이로 돌아왔고, 프랑스 조계지역에 있던 과일가게에서 일했지만 나중에 절도로 인하여 해고되었다. 그는 여관의 경비원이 되기 전까지 잠시 이곳 저곳을 방황했으며, 여관에 취직한 이후 그곳에서 범죄 조직인 청방에 대하여 알게되었다. 그는 16살이 되었을 때 청방의 단원으로 들어갔다.

### 청방의 우두머리가 되다
그는 친구를 통하여 당시 상하이 프랑스 조계 경찰의 중국계 형사 관장이자, 상하이에서 가장 악명높은 폭력배 중 한 명이었던 황진룽을 소개받아 알게 된다. 황진룽의 아내는 역시 영향력 있는 범죄자였으며, 그녀는 그녀의 남편이 청방의 단원이 아니었음에도 어린 두웨성을 좋아했다. 두웨성은 황진룽의 도박과 아편 사업을 책임지게 되었다. 이후 그는 부유해졌고, 옷과 여자에 있어서 두웨성의 취향은 꽤나 까다로웠다. 그는 오직 중국제 비단 옷만 입었고, 경호원들은 러시아 백인이었으며, 상하이에 있는 최고의 나이트 클럽등에 자주 다녔다. 또한 그는 미신을 믿었던 것으로 알려져있다. 그는 홍콩에서 특별히 수입된 세 개의 작은 원숭이 머리를 등 뒤의 옷에 달고 다녔다. 그의 명성은 곧 프랑스 조계에 4층짜리 서양식 별장을 구입하는 것으로 이어졌다. 두웨성에게는 첩도 수십명 이상 있었고, 4명의 법적인 부인과 6명의 아들을 두었다.
그가 이렇게 최고의 명성을 누리게 된 것은 상하이에서 가장 유명한 폭력배이자, 두웨성의 보스였던 황진룽이 1924년 상하이의 프랑스 관할지역 경찰에게 체포되고 나서이다. 황진룽은 당시 상하이를 지배하던 군벌의 아들이 자신이 흠모하던 오페라 스타를 모욕하자, 이를 참지 못하고 그의 부하들을 시켜 군벌의 아들을 공개적으로 폭행하게 만들었다. 황진룽은 군벌에 의하여 곧 체포되었고, 두웨성이 협상하여 보석금을 내주자 풀려날 수 있었다. 황진룽은 이 사건을 통하여 그의 명성을 모두 잃고, 그의 부하인 두웨성에게 그의 범죄 왕국을 양보하게 되었다. 두웨성은 곧 황진룽에 이어 상하이 범죄 세계에서 "종사"(宗師)등으로 불리며 완전한 지배자가 되었다. 두웨성은 도박장과 매춘, 상점 보호등의 불법 사업은 물론, 상하이의 최고 물류회사와 두 개의 은행을 보유하게 되었다. 그는 경찰과 프랑스 식민정부의 암묵적인 지원에 힘입어, 상하이 프랑스 조계지역의 아편거래를 운영했고, 이 때문에 아편에 심하게 중독되었다.

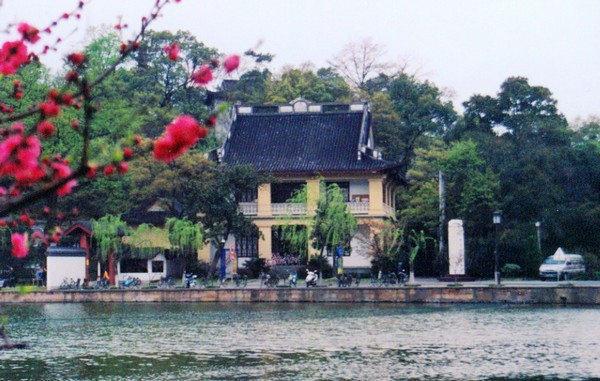
저장성 항저우시에 있는 두웨성의 이전 거주지. 항저우의 역사 유적으로 등록되어있다.

### 장제스와의 동맹
그가 범죄인이었던 것등과는 반대로, 그는 정치적으로 독실한 유교적 보수주의자였다. 그는 비밀 조직들과 긴밀한 관계를 가지고 있던 장제스와 친밀한 사이였다. 장제스는 1920년대 이후로 여러 비밀 결사와 정치적 연맹을 했는데, 두웨성이 주도하던 청방도 그 중 하나였다. 두웨성의 청방은 4·12 사건을 통하여 국민당과 상하이의 좌파 세력을 학살하는데 협력했다. 이 사건으로 국공 합작은 끝났고, 장제스는 두웨성의 공로에 대한 대가로 상하이 마약 관리국의 책임자로 그를 임명했다. 그리하여 두웨성은 중국 전체의 아편 거래를 공식적으로 통제하게 되었다. 청방은 중화민국 국민정부에 자금과 물자를 지원했으며, 심지어 마약 관리국 명의로 독일제 융커스 Ju 87 전투기를 구매하기도 했다. 장제스는 이러한 두웨성의 지원에 대한 대가로 노동 조합과 여러 사업들을 알아서 처리할 수 있는 자유를 주었다. 1931년, 두웨성은 그의 조상과 가족들을 위한 절을 세우기 위해 정치적·경제적으로 영향력을 행사했다. 그는 절을 세우고 3일간 대대적인 개관행사 및 파티를 열었다. 이것은 상하이에서 가장 큰 행사였으며, 수 백여명의 유명인사들과 정치적으로 영향력이 있는 인물들이 참석했다. 이 절의 개인적인 시설은 개관하고 나서 헤로인을 제조하는 곳으로 바뀌었고, 곧 상하이에서 가장 큰 마약 공장이 되었다.
중일전쟁이 1937년 발발하자, 두웨성은 장강 입구에 그의 선박들을 고의로 침몰시켜 일본군을 막자는 제안을 받았다. 그러나 그는 홍콩으로 피신하였고, 이후에는 충칭으로 피신했다. 중일전쟁이 일어나는 동안, 청방의 단원들은 장제스의 정보국장이었던 다이리와 협력하여 무기와 물자를 밀수하여 국민당에게 제공했다. 두웨성은 중화민국적십자회의 중역 회원이었다. 1945년 9월 일본의 패전과 함께, 두웨성은 상하이로 돌아왔다. 그는 자신이 구하려던 도시인 상하이에 도착해서 따뜻한 환영을 기대했지만, 현실은 전혀 그렇지 않음을 알고 충격을 받았다. 상하이의 많은 시민들은 그가 시민들을 일본군에게 버리고 가버렸다고 생각한 것이다.
전쟁이 끝난 이후, 주요 정치인들과 폭력배들이 저지른 부패와 범죄로 국민당내에서 큰 문제를 일으키자, 장제스와 두웨성의 관계는 악화되었다. 장제스의 아들인 장징궈는 1940년대 후반 상하이에서 반부패 캠페인을 실시했다. 이로 인하여 두웨성의 친척들이 최초로 체포되어 감옥에 수감되었다. 그러나 두웨성은 장징궈 친척에 의하여 행해진 횡령등의 범죄를 폭로하겠다고 위협하여 그들을 모두 석방시킬 수 있었다. 그리고 결국 두웨성의 아들은 투옥되었고, 장제스와 두웨성 간의 동맹은 이러한 일련의 사건으로 완전히 끝나게 되었다.

### 홍콩으로의 망명과 죽음
1949년, 국공내전에서 국민당이 중국 공산당에 패배하여 타이완으로 후퇴한 이후, 중화인민공화국이 수립되었다. 두웨성은 공산화된 중국을 버리고 영국령 홍콩으로 망명한다. 그는 상하이에서의 모든 세력을 잃고 말았다.
나이가 들어 점차 시력을 잃어가고 노화가 되자, 1951년 그는 중국으로 돌아가는 것이 좋겠다고 결심한다. 하지만 그가 중국으로 돌아가기도 전에 그는 아편 중독으로 생긴 병에 의하여 죽었다. 전해진 바에 의하면, 그의 시체는 타이완에 있던 그의 아내 중 한 명에게 전달되었고, 신베이시 시즈 구에 묻혔다. 하지만 과연 그곳에 실제 그가 묻혀 있는지 의문을 표하는 사람들도 있다.

## 이름
그의 어릴 때 본명은 "두웨성"(두월생, 중국어: 杜月生, 병음: Dù Yuèshēng)으로, 이름의 끝 글자가 다르다. 그는 장빙린의 조언으로 이름을 "두용"(두용, 중국어: 杜鏞, 병음: Dù Yōng)으로 바꾼다. 일반적으로 알려진 이름인 "웨성(월생, 月笙)"은 그의 호(號)이다.

## 같이 보기
- 대상해

## 참조
1. ↑  Wakeman, Frederic, Jr. (1988). “Policing Modern Shanghai”. 《China Quarterly》 (115): 417. (downloadable PDF[깨진 링크])
2. ↑  (중국어) 杜月笙--汐止文化網 보관됨 2012-01-09 - 웨이백 머신